# Wikipedia
Wikipedia (pronunțat în română [wikiˈpedi.a] sau [vikipeˈdi.a], iar în engleză /ˌwɪkiˈpiːdi.ə/ ▶) este o enciclopedie generală, disponibilă pe Internet în mai multe limbi, având conținut ce poate fi utilizat liber și dezvoltat de oricine. Este dezvoltată prin colaborarea voluntară a unui mare număr de persoane și administrată de fundația non-profit Wikimedia. Face parte din fenomenul numit Web 2.0.
Prefixul din denumirea Wikipedia se referă la metoda „wiki” de a edita pagini de web în colaborare, o metodă simplă și rapidă care permite participarea unui mare număr de persoane la redactarea aceluiași material. În limba hawaiiană wiki wiki, scris și wiki-wiki, înseamnă „iute-iute”.
Proiectul a început în limba engleză la 15 ianuarie 2001 la inițiativa lui Jimmy Wales și Larry Sanger. Ediția în limba engleză, cea mai dezvoltată dintre versiuni, a depășit în anul 2007 pragul de 2 milioane de articole, iar numărul de articole în toate limbile a depășit  9 milioane. Ediția în limba română are în prezent aproximativ 512000 de articole. Ulterior noi proiecte au început să construiască Wikipedia în alte limbi, în prezent existând peste 200 de proiecte, dintre care circa 100 sunt active.
Wikipedia folosește software liber, fiind inspirată de ideile lui Richard Stallman, fondator al Free Software Foundation, probabil primul care a propus existența unei enciclopedii complet libere.
Același nume, Wikipedia, desemnează și site-ul Wikipedia.org, unde se pot accesa articolele scrise în cadrul proiectului și unde voluntarii participă la dezvoltarea lui.

## Istorie
Wikipedia a fost descrisă ca o Enciclopedie Galactică (Encyclopedia Galactica) încă de la începutul istoriei sale (din 2005). Aceste comparații au fost făcute atât cu versiunea lui Isaac Asimov, cât și cu versiunea lui Douglas Adams, datorită gamei sale cuprinzătoare.

## Autori

Wikipedia este caracterizată de imparțialitate

La scrierea articolelor din Wikipedia poate contribui oricine. Pentru a modifica articolele sau a adăuga altele noi nu este necesară nicio identificare a persoanelor și nicio verificare a competenței lor. În general, acest caracter liber al proiectului este privit cu suspiciune, întrucât este greu de imaginat că în urma unui astfel de proces neîngrădit se poate crea o lucrare enciclopedică de calitate. Vizitatorii sitului Wikipedia întreabă adesea: „Bine, dar atunci orice neștiutor sau răuvoitor poate să scrie în articole absolut orice! Mai mult, oricine poate să șteargă contribuțiile valoroase făcute de alții! Nu e periculos?” Deși într-adevăr articolele sunt uneori vandalizate de răuvoitori, modificările operate sunt permanent supravegheate de către comunitatea de utilizatori, care în timp s-au organizat și, pe lângă activitatea de dezvoltare continuă a proiectului, reușesc și să facă față atacurilor. Imediat ce apare o modificare nepotrivită, ea este anulată iar persoana respectivă avertizată, totul petrecându-se de obicei într-un interval de câteva minute. În plus administratorii sitului au și posibilitatea de a bloca accesul la editare al răuvoitorilor.
Printre contribuitori se află oameni din toate părțile lumii și toate categoriile de vârstă, singurele condiții fiind accesul la internet și dorința de a participa la scrierea unei enciclopedii. Desigur, sunt preferați editorii care cunosc suficient de bine un domeniu și care pot redacta articolele într-un stil propriu unei enciclopedii.
Ceea ce a consacrat Wikipedia drept enciclopedie credibilă a fost victoria facțiunii anti teorii marginale, ceea ce a dus la părăsirea în masă a Wikipediei de către editorii din facțiunea pro teorii marginale. Pierzând masiv editori, Wikipedia a câștigat considerabil în credibilitate.

## Wikipedia în limba română
Wikipedia în limba română (abreviată uneori „ro.wp”) a început în luna iulie 2003. Versiunile inițiale ale paginii principale și ale primelor articole au fost scrise pe 12 iulie. În 15 iulie Bogdan Stăncescu (cu numele de utilizator Gutza) a primit statutul de administrator și a început să traducă interfața din limba engleză. Tot el a făcut primele eforturi de atragere a contribuitorilor, adresându-se prin e-mail mai multor universități și Academiei Române. Aceste demersuri au fost curând remarcate de presă și au avut ca urmare publicarea unor articole de prezentare a Wikipediei.
Referitor la începuturile Wikipediei în limba română, Bogdan Stăncescu a mărturisit următoarele:
Pe mine m-a încântat conceptul pe care l-am descoperit la Wikipedia în engleză și i-am întrebat pe cei de acolo cum aș putea să ajut la cultivarea site-ului în română. Am și acum răspunsul în arhiva de mailuri: «Oh, you just want to be a sysop? Done!» («Tot ce vrei este să fii un sysop? S-a făcut!»). Așa că m-am apucat de treabă. Am tradus toată interfața — neașteptat de mult de lucru și tot au scăpat niște greșeli pe care mi le-au semnalat contribuitorii mai târziu — și m-am pus pe scris articole care să dea o formă și o direcție site-ului.
Până la sfârșitul aceluiași an Wikipedia în limba română avea deja nu mai puțin de 3.000 de articole și ocupa astfel locul 16 în clasamentul edițiilor Wikipediei. Proiectul s-a dezvoltat în continuare ajungând la 10.000 de articole la 13 decembrie 2004, 50.000 de articole la 5 ianuarie 2007, depășind 100.000 de articole la data de 11 ianuarie 2008. În prezent există aproximativ 512000 de articole la Wikipedia în limba română și circa 686000 de utilizatori înregistrați.
De-a lungul existenței sale Wikipedia în limba română s-a aflat în fața mai multor probleme. Astfel, crearea automată a unei serii de proiecte în alte limbi, pe baza standardelor internaționale, a dus printre altele la apariția unei Wikipedii în limba moldovenească, urmare a faptului că această limbă avea în standardul ISO 639 codurile mo și mol, separate de limba română. Acest proiect permitea inițial scrierea articolelor atât în alfabetul latin cât și în cel chirilic (forma moldovenească de dinainte de 1989), dar ca urmare a numărului foarte redus de articole funcționa în mare măsură ca un portal cu trimiteri spre Wikipedia în limba română. După numeroase și aprinse discuții proiectul a fost în cele din urmă înghețat în anul 2006, pe baza faptului că limba moldovenească și limba română sunt identice și că nu s-au găsit vorbitori nativi ai acestei limbi care să dorească să contribuie în alfabetul chirilic.
În anul 2010 Wikipedia în limba română a trecut la utilizarea semnelor diacritice corecte din limba română, mai exact virgule sub ș și ț (care până atunci apăreau în mod greșit drept sedile). Acest proces a putut fi în mare măsură automatizat, astfel încât dacă cineva scrie sau caută cu diacritice greșite, acestea sunt acum corectate automat.

## Legislație
În ciuda prejudecăților că Wikipedia în limba română ar trebui să se supună dreptului românesc, Fundația Wikimedia nu recunoaște altă legislație decât cea californiană și cea federală a SUA; fundația va da curs oricărei cereri de cooperare judiciară internațională în urma unui mandat judecătoresc recunoscut în statul California. Drepturile de autor românești sunt valabile pe Wikipedia deoarece ele sunt recunoscute ca urmare a tratatelor internaționale la care SUA este parte—sigur, ele sunt recunoscute în măsura în care legislația SUA le recunoaște, iar asta poate avea unele diferențe, în plus sau în minus, față de legislația în vigoare în România. Argumentul că Wikipedia în limba amhară ar fi supusă legislației Etiopiei s-a dovedit invalid; un administrator care a preferat legile Etiopiei (care condamnă homosexualitatea) politicilor Fundației Wikimedia (care interzic discriminarea homosexualilor) a fost blocat în mod permanent pe toate serverele Wikipediilor. Fundația nu recunoaște legile etiopiene și nu se supune lor. În mod similar, Wikipedia în limba persană nu se supune legislației Iranului, Wikipedia în limba chineză nu se supune legislației Chinei, iar Wikipedia în limba română nu se supune legislației României.
Wikipedia este proprietatea privată a Fundației Wikimedia.

## În cultura populară
Olga Tokarczuk (Premiul Nobel pentru literatură) afirmă în romanul ei Rătăcitorii că  Wikipedia este un proiect minunat, dar scriitoarea precizează că este imposibil ca să fie scrise toate cunoștințele umane și suma experiențelor umane. Însă unele afirmații pot induce în eroare, de exemplu „Oamenii pun pe Wikipedia tot ce știu ei” lasă impresia că Wikipedia s-ar baza pe cercetarea originală, nu pe cunoștințele culese din surse de încredere.